# Эвтюмия
Эвтю́мия (др.-греч. εὐθυμία «хорошее настроение, довольство, веселье, радость») — центральное понятие этики Демокрита, идеальное душевное состояние человека: невозмутимость, эмоциональное спокойствие, постоянство. Демокрит рекомендовал эвтюмию как образ жизни, идеал спокойствия, постоянства и психического здоровья.
Эпикур уточнял эту формулировку, разделяя понятия апонии (отсутствия физической боли) и атараксии (спокойствия духа, отсутствия беспокойства души и разума). По его мнению, человек мог достичь подлинного наслаждения только при наличии и апонии, и атараксии. Это, по его мнению, вершина того состояния радости, которого может достичь человек, и его нужно отличать от дистимической меланхолии («чёрной желчи») и восторженности.
Цицерон считал эвтюмию «высшим благом», тогда как Сенека — только «спокойствием».